# Ozero Zelënoe
Der Ozero Zelënoe (englische Transkription von russisch Озеро Зелёное Osero Seljonoje, deutsch ‚Grüner See‘) ist ein See im ostantarktischen Coatsland. Er liegt unmittelbar südwestlich des Mount Gass in den Haskard Highlands im westlichen Teil der Shackleton Range und wird durch den Überlauf des Lundströmsees gespeist.
Russische Wissenschaftler benannten ihn.